# Mamma mia, che impressione!
Mamma mia, che impressione! è un film del 1951 diretto da Roberto Savarese con Alberto Sordi, Giovanna Pala, Carlo Giustini, Frank Colson e altri. Il soggetto è a cura di Alberto Sordi che stende la sceneggiatura coadiuvato da Cesare Zavattini. La produzione vede associati Sordi e De Sica con la PFC (Produzione Film Comici), che ebbe breve vita considerati gli scarsi ricavi della pellicola.
È il primo film di Sordi da protagonista assoluto.

## Trama
Alberto è un giovane biondissimo, dai modi effeminati ed infantili; sciocco, al limite della stupidità; invadente con il prossimo, ma timidissimo con la signorina Margherita, di cui è follemente innamorato. Vive solo, frequenta l'oratorio della parrocchia di Don Isidoro e si guadagna da vivere vendendo meccanismi antifurto. Margherita è corteggiata anche da Arturo, giovane prestante e romantico, con il quale Alberto ingaggia un duello a distanza per attirare l'attenzione della ragazza.
La sua ingenua sciocchezza lo rende simpatico a Margherita, che pare divertita dalle sue stramberie; ma lo rende insopportabile agli altri. Dopo una serie di disavventure Alberto decide di sfidare Arturo sul suo terreno: la maratonina di Roma, gara di marcia di 25 km. Chiede i soldi per l'iscrizione a Don Isidoro e in cambio gli promette che devolverà l'eventuale vincita di 100 000 Lire per l'acquisto del presepe che da tempo il parroco desidera. Nel primo giro del tracciato si comporta abbastanza bene, rimanendo nel gruppo di testa; nel secondo, approfitta della confusione creata da un ingorgo per fare un pezzo di strada in autobus; nel terzo, sempre bloccato dal traffico e dai vigili, viene soccorso da Don Isidoro che lo porta in bici fino a pochi metri dal traguardo, ma lo lascia per errore dalla parte opposta. Così Alberto e Arturo tagliano il traguardo insieme, ciascuno al comando di un gruppo di atleti, ma venendo uno da destra e l'altro da sinistra. Ne nasce una rissa e la corsa viene annullata, con sgomento del parroco. È la fine del sogno: Margherita rimane col suo Arturo e Alberto torna alla vita di prima.

## La critica
Gian Luigi Rondi su Il Tempo, dell'8 aprile 1951: " ...Con questa melensaggeria, elemento principale della sua psicologia, il nostro giovanotto condisce ogni azione della sua giornata, e il pubblico, nonostante alla fine rischi di stancarsi per l'insistenza di certi toni troppo facilmente farseschi, trova nei suoi gesti dinoccolati e nelle sue assurde peripezie liete ed immediate occasioni di riso. Il motivo più autentico del suo spasso, però va ricercato nell'interpretazione di Alberto Sordi cui è stato affidato l'incarico di portare sullo schermo gli argomenti, i modi, l'umorismo di una sua nota caratterizzazione radiofonica, quella dei Compagnucci della Parrocchietta, che pur perdendo vitalità, di freschezza e di arguzia nel passaggio tra radio e cinema, è parsa raccogliere gli stessi applausi e gli stessi divertiti consensi. Dal nostro, avremmo preferito dal regista e da Zavattini, De Sica e Sordi, sceneggiatori una maggiore severità di gusto e una più intelligente scelta di trovate comiche".

## Incassi
L'incasso accertato fino al 31 marzo 1959 fu di 90.278.852 lire, equivalenti a circa 1.200.000 euro del 2020,risultando all'epoca un flop commerciale tale da rompere il sodalizio tra Sordi e De Sica e portando la casa di produzione del film alla bancarotta.